# Городнее (Беловодский район)
Городнее (укр. Городнє) — село, относится к Беловодскому району Луганской области Украины.
Население по переписи 2001 года составляло 236 человек. Почтовый индекс — 92833. Телефонный код — 6466. Занимает площадь 2,343 км². Код КОАТУУ — 4420684403.

## Местный совет
92833, Луганська обл., Біловодський р-н, с. Данилівка  (укр.)